# Champ Car Series 2001
De Champ Car Series 2001 was het drieëntwintigste CART kampioenschap dat gehouden werd tussen 1979 en 2007. Het werd gewonnen door Gil de Ferran. De race op het circuit van Fort Worth, Texas werd enkele uren voor aanvang van de voorziene start geannuleerd wegens veiligheidsredenen. Tijdens de race op de Lausitzring raakte Alex Zanardi ernstig gewond waardoor beide benen moesten geamputeerd worden.

## Races
|    | Datum        | Circuit                         | Winnaar            | Tweede             | Derde                | Pole position      |
| -- | ------------ | ------------------------------- | ------------------ | ------------------ | -------------------- | ------------------ |
| 1  | 11 maart     | Stratencircuit Monterrey        | Cristiano da Matta | Gil de Ferran      | Paul Tracy           | Kenny Bräck        |
| 2  | 8 april      | Stratencircuit Long Beach       | Hélio Castroneves  | Cristiano da Matta | Gil de Ferran        | Hélio Castroneves  |
| 3  | 29 april     | Texas Motor Speedway            | -                  | -                  | -                    | Kenny Bräck        |
| 4  | 6 mei        | Nazareth Speedway               | Scott Dixon        | Kenny Bräck        | Paul Tracy           | Bruno Junqueira    |
| 5  | 18 mei       | Twin Ring Motegi                | Kenny Bräck        | Hélio Castroneves  | Tony Kanaan          | Hélio Castroneves  |
| 6  | 3 juni       | Milwaukee Mile                  | Kenny Bräck        | Michael Andretti   | Scott Dixon          | Kenny Bräck        |
| 7  | 17 juni      | Belle Isle Park                 | Hélio Castroneves  | Dario Franchitti   | Roberto Moreno       | Hélio Castroneves  |
| 8  | 24 juni      | Portland International Raceway  | Massimiliano Papis | Roberto Moreno     | Christian Fittipaldi | Massimiliano Papis |
| 9  | 1 juli       | Cleveland                       | Dario Franchitti   | Memo Gidley        | Bryan Herta          | Mauricio Gugelmin  |
| 10 | 15 juli      | Stratencircuit Toronto          | Michael Andretti   | Alex Tagliani      | Adrián Fernández     | Gil de Ferran      |
| 11 | 22 juli      | Michigan International Speedway | Patrick Carpentier | Dario Franchitti   | Michel Jourdain Jr.  | Kenny Bräck        |
| 12 | 29 juli      | Chicago Motor Speedway          | Kenny Bräck        | Patrick Carpentier | Gil de Ferran        | Tony Kanaan        |
| 13 | 12 augustus  | Mid-Ohio Sports Car Course      | Hélio Castroneves  | Gil de Ferran      | Patrick Carpentier   | Gil de Ferran      |
| 14 | 19 augustus  | Road America                    | Bruno Junqueira    | Michael Andretti   | Adrián Fernández     | Kenny Bräck        |
| 15 | 2 september  | Stratencircuit Vancouver        | Roberto Moreno     | Gil de Ferran      | Michael Andretti     | Alex Tagliani      |
| 16 | 15 september | Lausitzring                     | Kenny Bräck        | Massimiliano Papis | Patrick Carpentier   | Gil de Ferran      |
| 17 | 22 september | Rockingham Motor Speedway       | Gil de Ferran      | Kenny Bräck        | Cristiano da Matta   | Kenny Bräck        |
| 18 | 7 oktober    | Stratencircuit Houston          | Gil de Ferran      | Dario Franchitti   | Memo Gidley          | Gil de Ferran      |
| 19 | 14 oktober   | Laguna Seca                     | Massimiliano Papis | Memo Gidley        | Gil de Ferran        | Gil de Ferran      |
| 20 | 28 oktober   | Surfers Paradise                | Cristiano da Matta | Michael Andretti   | Alex Tagliani        | Roberto Moreno     |
| 21 | 4 november   | California Speedway             | Cristiano da Matta | Massimiliano Papis | Alex Tagliani        | Alex Tagliani      |

## Eindrangschikking (Top 10)
| Rank | Rijder             | Ptn |
| ---- | ------------------ | --- |
| 1.   | Gil de Ferran      | 199 |
| 2.   | Kenny Bräck        | 163 |
| 3.   | Michael Andretti   | 147 |
| 4.   | Hélio Castroneves  | 141 |
| 5.   | Cristiano da Matta | 140 |
| 6.   | Massimiliano Papis | 107 |
| 7.   | Dario Franchitti   | 105 |
| 8.   | Scott Dixon        | 98  |
| 9.   | Tony Kanaan        | 93  |
| 10.  | Patrick Carpentier | 91  |